# Remo Venturi
Remo Venturi (Spoleto, 21 april 1927) is een voormalig Italiaans motorcoureur. Zijn grootste successen beleefde hij in 1959 en 1960, toen hij tweede werd in de 500cc-klasse van het wereldkampioenschap wegrace. 
Remo Venturi was een van de vele Italiaanse coureurs die bij hun eigen merken op het tweede plan kwamen, omdat ze moesten aansluiten achter beroemde rijders, in de zwaardere klassen zonder uitzondering van Angelsaksische afkomst. In de eerste jaren mocht hij slechts sporadisch in WK-wedstrijden starten, maar wel altijd op het circuit van Monza, omdat dat voor de Italiaanse merken hun thuiswedstrijd was. Pas vanaf 1959 kreeg hij gedurende het hele seizoen de beschikking over een MV Agusta 500 4C.
Remo Venturi begon zijn sportieve carrière in 1946 als schaatser. In 1947, 1948 en 1949 nam hij deel aan wielerwedstrijden. Samen met zijn broer Aldo had hij een kleine werkplaats in Spoleta, waar een DKW RT 125 voor de verhuur stond. De DKW werd door de week verhuurd, maar in de nacht van vrijdag op zaterdag werd ze voorzien van een nieuwe cilinder, cilinderkop en racecarburateur om in het weekend gebruikt te worden in nationale wegraces van de derde categorie. 

## Racecarrière

### Moto Morini
Met de DKW konden geen goede resultaten geboekt worden, maar Venturi's talent viel op bij Alfonson Morini, die hem in de gelegenheid stelde een Moto Morini Settebello 175 racer te kopen. Met die machine haalde hij in 1951 zijn eerste overwinningen. In 1954 de Milaan-Taranto race met de Moto Morini.

### MV Agusta

#### 1955
Remo Venturi debuteerde met een MV Agusta 125 Bialbero in het seizoen 1955 in de 125cc-klasse van het wereldkampioenschap, maar deed dat pas in de vierde race, de Grand Prix van Duitsland op de Nürburgring. De wereldtitel was toen al zeker gesteld voor het team van MV Agusta: Carlo Ubbiali had al twee wedstrijden gewonnen en Luigi Taveri een. Venturi werd Duitsland derde, in te TT van Assen tweede, net als in zijn thuiswedstrijd, de Grand Prix des Nations op Monza. Hij werd derde in het 125cc-wereldkampioenschap achter Ubbiali en Taveri.

#### 1956
In het seizoen 1956 zette MV Agusta de aanval in op de NSU Sportmax, waarmee HP Müller in 1955 nog 250 cc-kampioen was geworden. Ook hier waren Ubbiali en Taveri eerste rijders, en Venturi startte met de Monocilindrica Bialbero alleen op de Solitudering in Duitsland en in Monza. In beide races werd hij derde en hij sloot het seizoen af als zesde.

#### 1957
Ook in het seizoen 1957 reed Venturi slechts enkele wedstrijden in het wereldkampioenschap: De 125cc-Ulster Grand Prix (derde) en GP des Nations (vijfde) en de 250cc-GP des Nations (tweede). In het seizoen 1957 eindigde hij als zevende in de 125- en als tiende in de 250cc-klasse. MV Agusta werd in dat jaar in beide klassen overklast door FB Mondial. In het kampioenschap van Italië won hij met een 175 cc MV Agusta in Monza en in de Motogiro d'Italia.

#### 1958
In het seizoen 1958 verscheen hij met een MV Agusta 500 4C alleen in Monza aan de start, waar hij tweede werd. Dat was in het WK van 1958 slechts genoeg voor een negende plaats, die hij moest delen met Bob McIntyre en Keith Campbell, die postuum geklasseerd werd nadat hij bij een internationale wedstrijd in juli in Cadours verongelukt was. 

#### 1959
In het seizoen 1959 had graaf Domenico Agusta kennelijk besloten dat Remo Venturi zijn kwaliteiten voldoende bewezen had. Hij was immers in vrijwel alle Grands Prix waaraan hij deelnam op het podium geëindigd. Voor de 500cc-klasse werd de tweede rijder John Hartle vervangen door Remo Venturi, met uitzondering van de Senior TT en de Ulster Grand Prix, waar Hartle meer circuitkennis had. In de 350cc-klasse was het andersom: Hartle bleef tweede man behalve in Monza, waar Venturi zijn thuisrace in beide klassen mocht rijden. In beide klassen bleef John Surtees eerste rijder, een rol die hij waard was, want hij won in beide klassen álle wedstrijden. Dat kwam ook omdat het sterke Gilera-team eind 1957 gestopt was. Behalve in de GP van België eindigde Venturi weer in alle wedstrijden op het podium. In dit seizoen werd hij in de 500cc-klasse tweede en in de 350cc-klasse zesde. Hij werd ook 500cc-kampioen van Italië. 

#### 1960
In het seizoen 1960 moest Venturi zijn 350 cc MV Agusta weer afstaan aan John Hartle en Gary Hocking. Op Monza viel Remo Venturi in de 500cc-klasse uit. In de overige (vier) wedstrijden werd hij driemaal tweede, maar hij won in de TT van Assen zijn enige WK-race, nadat Surtees uitgevallen was. Hij eindigde wel op de tweede plaats in het WK van 1960. Hij werd opnieuw 500cc-kampioen van Italië.

#### 1962
Nadat hij in 1961 helemaal niet op de circuits was verschenen, reed Venturi in het seizoen 1962 slechts één wedstrijd voor MV Agusta: de 500cc-race in Monza, waar hij tweede werd. MV Agusta had inmiddels Mike Hailwood ingehuurd en reed het seizoen eigenlijk zonder tweede rijder. Alleen Gary Hocking reed in de Senior TT, die hij ook won, maar daarna beëindigde hij plotseling zijn carrière nadat zijn vriend Tom Phillis verongelukt was, maar Venturi werd niet ingezet als vervanger. Hij werd slechts dertiende in het wereldkampioenschap van 1962. Hij werd voor de derde keer Italiaans kampioen.

### Bianchi

#### 1963
In het seizoen 1963 was Remo Venturi de enige fabrieksrijder voor Bianchi. Hij reed slechts enkele wedstrijden met de 350- en 500 Bicilindrica's. Met de 350 werd hij tweede in Hockenheim en met de 500 viel hij uit in Monza. Daardoor eindigde hij in de 350cc-klasse als zesde in het wereldkampioenschap van 1963. 

#### 1964
In het seizoen 1964 werd de 500cc-Bianchi al door meer rijders ingezet. Venturi eindigde als tweede in de TT van Assen, haalde de start niet op de Solitudering en werd tiende in Monza. In Assen had hij een goede dag, want met de 350cc-Bianchi werd hij derde. Met die machine viel hij in Monza uit, nadat hij de snelste raceronde had gereden. In het WK van 1964 werd hij zowel in de 350cc-klasse als in de 500cc-klasse achtste.

### Benelli

#### 1965
In het seizoen 1965 reed Venturi voor Benelli op de 250cc-viercilinder. De machine werd in dat seizoen slechts sporadisch gebruikt door Venturi en Tarquinio Provini. Venturi reed alleen in Monza, waar hij derde werd. Provini reed in de Lightweight TT (vierde) en Monza (eerste). Remo Venturi werd in zijn laatste seizoen, dat van 1965, zestiende in de 250cc-klasse. 

### Gilera

#### 1966
Hoewel hij zijn carrière feitelijk al beëindigd had, kreeg hij in het seizoen 1966 het verzoek van Gilera om de Gilera 500 4C in te zetten in de GP des Nations. De machine was echter kansloos. Ze dateerde feitelijk uit 1957, het jaar dat Gilera uit de racerij was gestapt. Geoff Duke had de Gilera in het seizoen 1963 nieuw leven ingeblazen. Hij ging er terecht van uit dat MV Agusta door het verdwijnen van Gilera en Moto Guzzi de 500cc-klasse had beheersd zonder veel aan ontwikkeling te doen. In 1963 bleek de Gilera in handen van Gary Hocking ook snel genoeg om de MV Agusta 500 4C te bedreigen. Inmiddels lagen de kaarten echter heel anders. De komst van de Honda RC 181 in handen van Mike Hailwood had MV Agusta gedwongen de nieuwe MV Agusta 500 3C te ontwikkelen. Tegen deze Honda en de nieuwe MV Agusta kon de negen jaar oude Gilera geen vuist maken. De trainingstijden waren zo teleurstellend, dat Gilera de machine niet aan de start bracht. 

### Moto Guzzi

#### 1969
In 1969 vormde Remo Venturi samen met de coureurs Bertorelli, Vittorio Brambilla, Guido Mandracci, Alberto Pagani, Roberto Patrignani, Angelo Tenconi en Franco Trabalzini het team dat 19 wereldrecords vestigde met de experimentele, door Lino Tonti ontwikkelde Moto Guzzi V7 recordmachine.

## Wereldkampioenschap wegrace resultaten
(Races in cursief geven de snelste ronde aan, punten (tussen haakjes) zijn inclusief streepresultaten)
| Jaar | Klasse | Team      | Motorfiets                  | 1     | 2     | 3     | 4     | 5       | 6     | 7       | 8     | 9     | 10      | 11      | 12    | 13    | Punten  | Plaats | Overwinningen |                                                      | Wereldkampioen |
| ---- | ------ | --------- | --------------------------- | ----- | ----- | ----- | ----- | ------- | ----- | ------- | ----- | ----- | ------- | ------- | ----- | ----- | ------- | ------ | ------------- | ---------------------------------------------------- | -------------- |
| 1955 | 125 cc | MV Agusta | 125 Bialbero                | SPA - | FRA - | IOM - | DUI 3 |         | NED 2 |         | NAT 2 |       |         |         |       |       | 16      | 3e     | 0             | Carlo Ubbiali, MV Agusta 125 Bialbero                |                |
| 1956 | 250 cc | MV Agusta | 250 Monocilindrica Bialbero | IOM - | NED - | BEL - | DUI 3 | ULS -   | NAT 3 |         |       |       |         |         |       |       | 8       | 6e     | 0             | Carlo Ubbiali, MV Agusta 250 Monocilindrica Bialbero |                |
| 1957 | 125 cc | MV Agusta | 125 Bialbero                | DUI - | IOM - | NED - | BEL - | ULS 3   | NAT 5 |         |       |       |         |         |       |       | 6       | 7e     | 0             | Tarquinio Provini, Mondial 125 Bialbero              |                |
| 1957 | 250 cc | MV Agusta | 250 Monocilindrica Bialbero | DUI - | IOM - | NED - | BEL - | ULS DNF | NAT 2 |         |       |       |         |         |       |       | 6       | 10e    | 0             | Cecil Sandford, Mondial 250 Bialbero                 |                |
| 1958 | 500 cc | MV Agusta | 500 4C                      | IOM - | NED - | BEL - | DUI - | ZWE -   | ULS - | NAT 2   |       |       |         |         |       |       | 6       | 9e     | 0             | John Surtees, MV Agusta 500 4C                       |                |
| 1959 | 350 cc | MV Agusta | 350 4C                      | FRA - | IOM - | DUI - | NED - | BEL -   | ZWE - | ULS -   | NAT 2 |       |         |         |       |       | 6       | 6e     | 0             | John Surtees, MV Agusta 350 4C                       |                |
| 1959 | 500 cc | MV Agusta | 500 4C                      | FRA 2 | IOM - | DUI 2 | NED 3 | BEL 5   |       | ULS -   | NAT 2 |       |         |         |       |       | 22 (24) | 2e     | 0             | John Surtees, MV Agusta 500 4C                       |                |
| 1960 | 500 cc | MV Agusta | 500 4C                      | FRA 2 | IOM - | NED 1 | BEL 2 | DUI 2   | ULS - | NAT DNF |       |       |         |         |       |       | 32 (46) | 2e     | 1             | John Surtees, MV Agusta 500 4C                       |                |
| 1962 | 500 cc | MV Agusta | 500 4C                      |       |       | IOM - | NED - | BEL -   |       | ULS -   | DDR - | NAT 2 | FIN -   | ARG -   |       |       | 6       | 10e    | 0             | Mike Hailwood, MV Agusta 500 4C                      |                |
| 1963 | 350 cc | Bianchi   | 350 Bicilindrica Bialbero   |       | DUI 2 |       | IOM - | NED -   |       | ULS -   | DDR - | FIN - | NAT DNF |         | JAP - |       | 6       | 6e     | 0             | Jim Redman, Honda RC 171                             |                |
| 1964 | 350 cc | Bianchi   | 350 Bicilindrica Bialbero   |       |       |       | IOM - | NED 3   |       | DUI -   | DDR - | ULS - | FIN -   | NAT DNF | JAP - |       | 4       | 8e     | 0             | Jim Redman, Honda RC 172                             |                |
| 1964 | 500 cc | Bianchi   | 500 Bicilindrica Bialbero   | VST - |       |       | IOM - | NED 2   | BEL - | DUI DNS | DDR - | ULS - | FIN -   | NAT 10  |       |       | 6       | 8e     | 0             | Mike Hailwood, MV Agusta 500 4C                      |                |
| 1965 | 250 cc | Benelli   | 250 4C                      | VST - | DUI - | SPA - | FRA - | IOM -   | NED - | BEL -   | DDR - | TSL - | ULS -   | FIN -   | NAT 3 | JAP - | 4       | 17e    | 0             | Phil Read, Yamaha RD 56                              |                |
| 1966 | 500 cc | Gilera    | 500 4C                      | SPA - | DUI - | FRA - | NED - | BEL -   | DDR - | TSL -   | FIN - | ULS - | IOM -   | NAT DNS | JAP - |       | 0       | -      | 0             | Giacomo Agostini, MV Agusta 500 4C/500 3C            |                |